# 大百科ニュース社
株式会社大百科ニュース社（だいひゃっかニュースしゃ、英: Daihyakka NEWS, Inc.）は、かつて存在した日本のIT関連企業。東京都中央区に本社を置き、辞書・辞典サービス「ニコニコ大百科」と記事コンテンツサービス「ニコニコニュース」を運営していた。株式会社KADOKAWAの完全子会社であった。

## 概要
niconicoサービス各種はカドカワ株式会社の完全子会社である株式会社ドワンゴが運営していたが、例外的に「ニコニコ大百科」は外部協力会社の有限会社未来検索ブラジルが運営していた。また、株式会社ドワンゴは「ニコニコニュース」と言うニュース配信事業を運営していた。この「ニコニコ大百科」と「ニコニコニュース」の2つの事業を集約する目的でカドカワ株式会社の完全子会社として2017年5月10日に設立された企業が「株式会社大百科ニュース社」である。
初代代表取締役社長には、株式会社リインフォース元代表取締役社長で、株式会社ドワンゴ ニュース事業本部 副本部長、「電ファミニコゲーマー」編集長、「ニコニコニュース」編集長の平信一が就任。
2017年7月1日、株式会社ドワンゴからニコニコニュース事業のうち記事コンテンツ・サービスを吸収分割により譲受。2017年7月2日、有限会社未来検索ブラジルからのニコニコ大百科事業をカドカワ株式会社の普通株式を吸収分割の対価とする三角吸収分割により譲受。
2018年11月27日にピクシブ百科事典・ニコニコ大百科の共同企画「ネット流行語100」を開催し、同年12月14日に大賞を発表。
2019年2月26日に大百科ニュース社が保有するカドカワ株式会社の普通株式をカドカワ株式会社に譲渡。2019年4月1日付で、KADOKAWA（初代法人）の完全子会社となる。ドワンゴへの吸収合併に伴い、2019年6月1日に解散。